# Josep Maria Garreta i Cusidó
Josep Maria Garreta i Cusidó   (Tarragona, 25 de maig de 1941) és un arquitecte i polític català.

## Trajectòria
El 1967 es llicencià en arquitectura i s'especialitzà en urbanisme. Fou membre del Sindicat Democràtic d'Estudiants. En 1973 es diplomà com a tècnic urbanista a l'Institut d'Estudis de l'Administració Local de Madrid. Ha treballat d'arquitecte a Leicester. Ha estat director de l'equip redactor de diferents plans generals d'ordenació urbana i en 1973 membre de la ponència tècnica de la Comissió Interprovincial d'Estudis Regionals.
Ha estat arquitecte en cap de la Diputació de Tarragona en 1977. Ha estat autor i director de les obres de construcció de l'estadi de futbol del Club Gimnàstic de Tarragona, de l'edifici de la Junta del Port de Tarragona, del Museu d'Art Modern de Tarragona, de la residència de jubilats Nostra Senyora de la Mercè i de la restauració del cimbori del Monestir de Poblet.
Membre del consell executiu d'Esquerra Republicana de Catalunya, el març de 1982 va substituir Josep Roig i Magrinyà com a diputat al Parlament de Catalunya, escollit a les eleccions al Parlament de Catalunya de 1980, responsabilitat que va desenvolupar fins al 1984 com a membre de la Comissió de Política Territorial del Parlament de Catalunya.